# باربارا لودویژانکا
باربارا لودویژانکا (لهستانی: Barbara Ludwiżanka؛ زادهٔ ۲۴ ژانویه ۱۹۰۸–۲۶ اکتبر ۱۹۹۰) بازیگر اهل لهستان بود.
از فیلم‌ها یا مجموعه‌های تلویزیونی که وی در آن‌ها نقش داشته‌است، می‌توان به دارکوب، سکسمیشن، صفر-هفت، به‌گوشم، روزها و شب‌ها، خرده‌دهقانان و اسکادران درخشان اشاره نمود.